# Cursorius temminckii
Cursorius temminckii là một loài chim trong họ Glareolidae.

## Hình ảnh

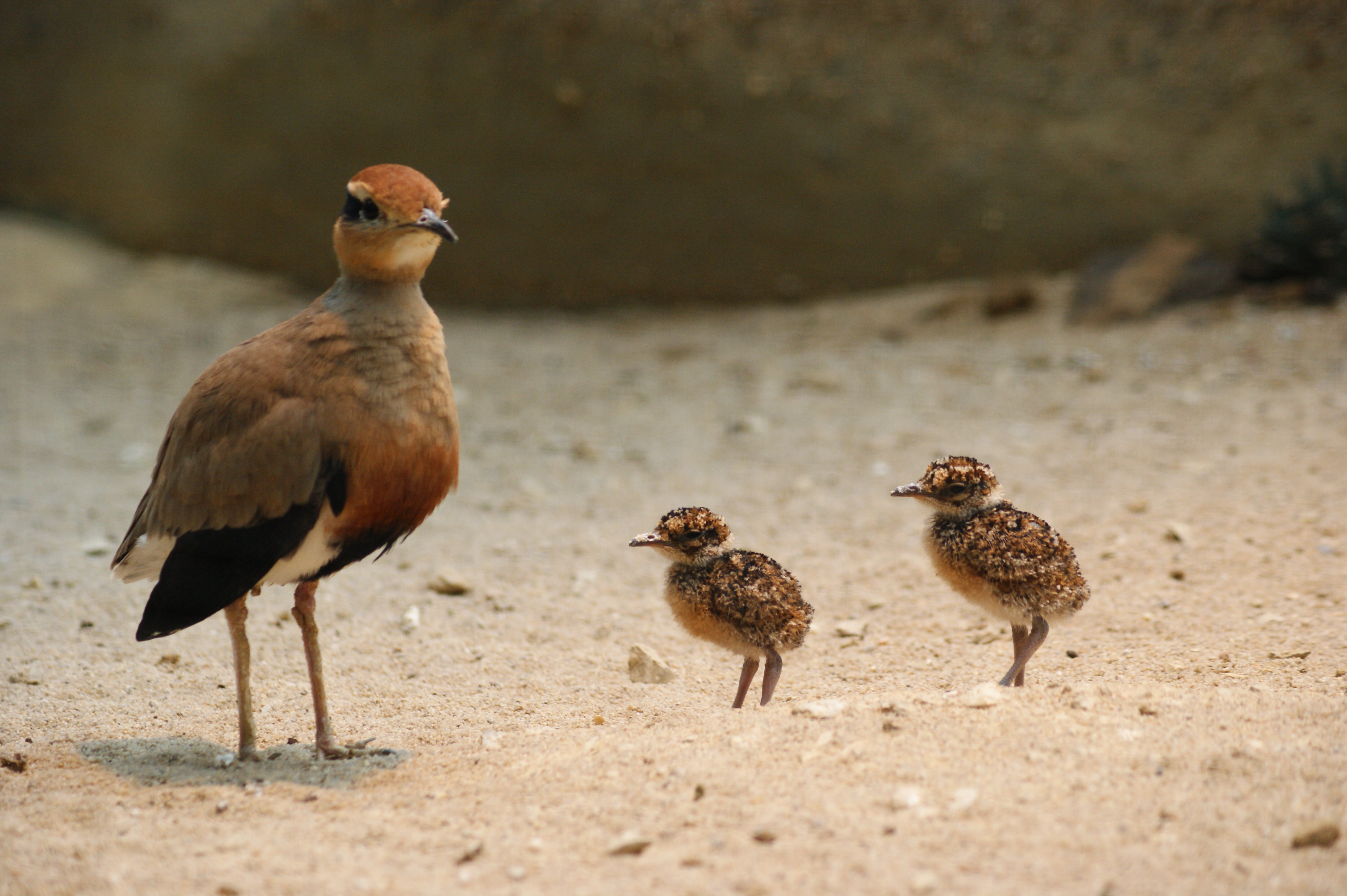
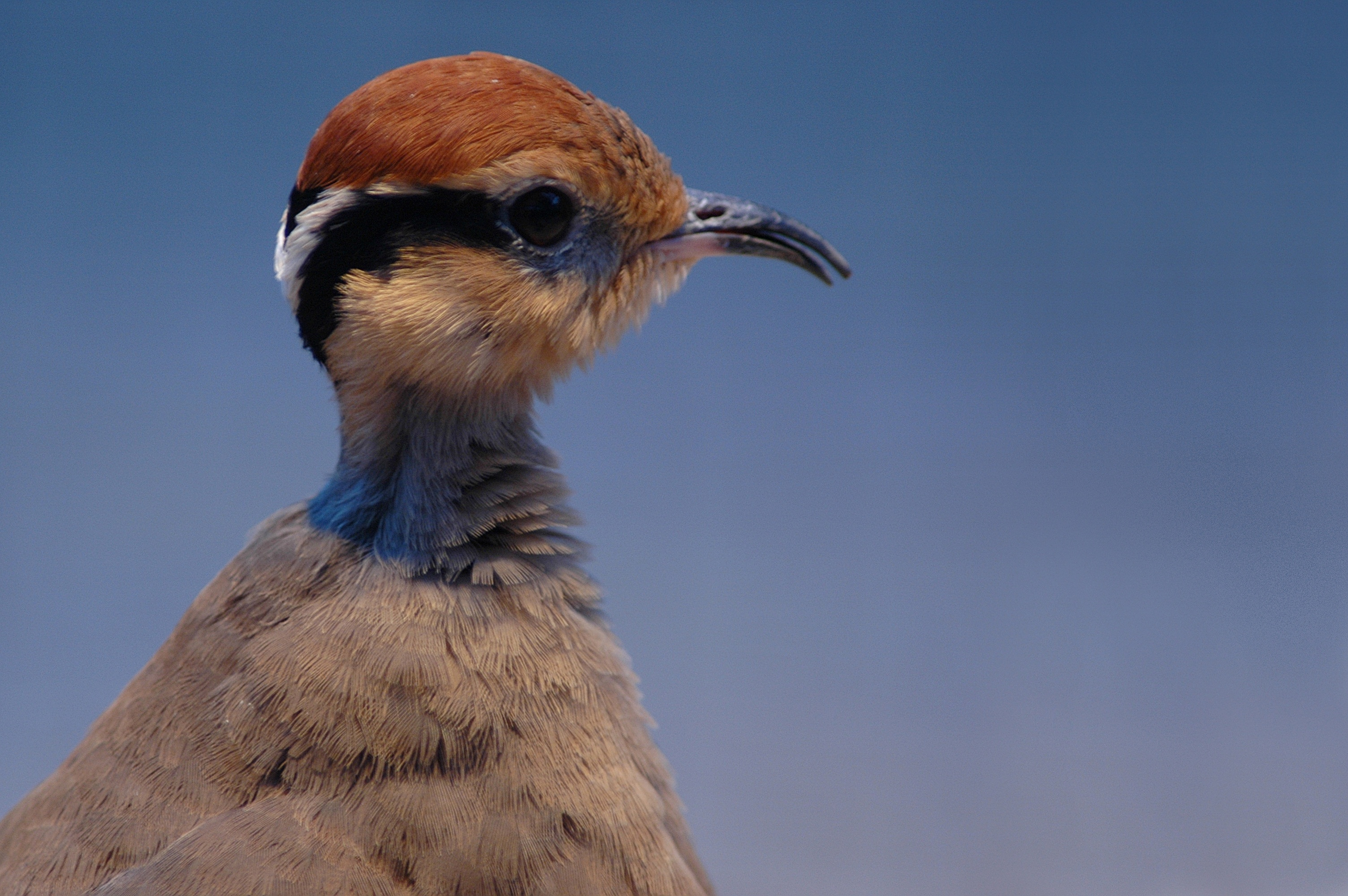
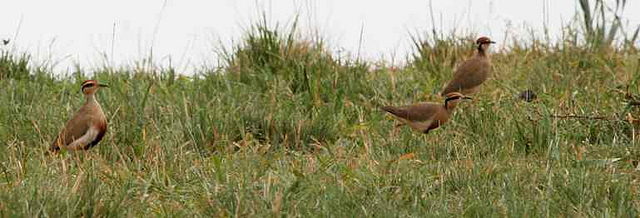
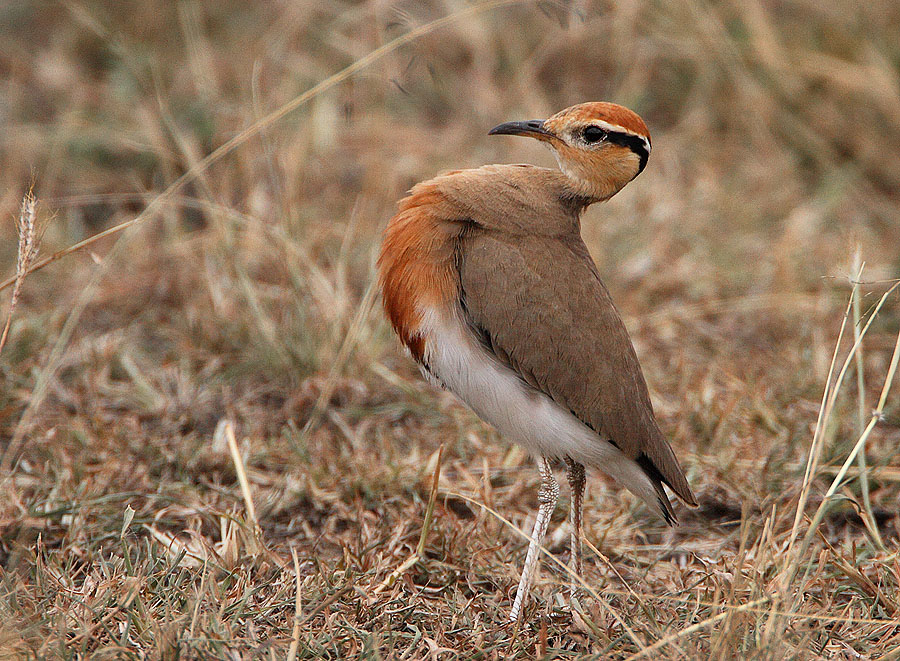